# První dáma country music
První dáma country music, anglicky Coal Miner's Daughter, je americké životopisné hudební filmové drama z roku 1980 režiséra Michaela Apteda, které vypráví část životního příběhu americké country zpěvačky Loretty Lynnové. Film byl natočen podle autobiografické knihy Havířova dcera. Hlavní představitelka Loretty Lynnové Sissy Spaceková za svoji roli obdržela cenu Americké akademie filmového umění a věd Oscar.
Snímek také nepřímo vypráví o tragické smrti Lorettiny přítelkyně a kamarádky americké zpěvačky Patsy Cline, která tragicky zahynula při leteckém neštěstí.
Sami sebe zde hrají Ernest Tubb, Roy Acuff a Minnie Pearl.
Film byl v roce 2019 zařazen do Národního filmového registru Knihovny Kongresu (National Film Registry, Library of Congress).

## Hrají
- Sissy Spacek – Loretta Lynnová
- Tommy Lee Jones – Oliver Lynn
- Beverly D'Angelo – Patsy Cline
- Levon Helm – Ted Webb
- Phyllis Boyens – 'Clary' Webb
- Bob Hannah – Charlie Dick
- William Sanderson – Lee Dollarhide
- Ernest Tubb – sám sebe
- Roy Acuff – sám sebe
- Minnie Pearl – sama sebe